# Björndammens masugn

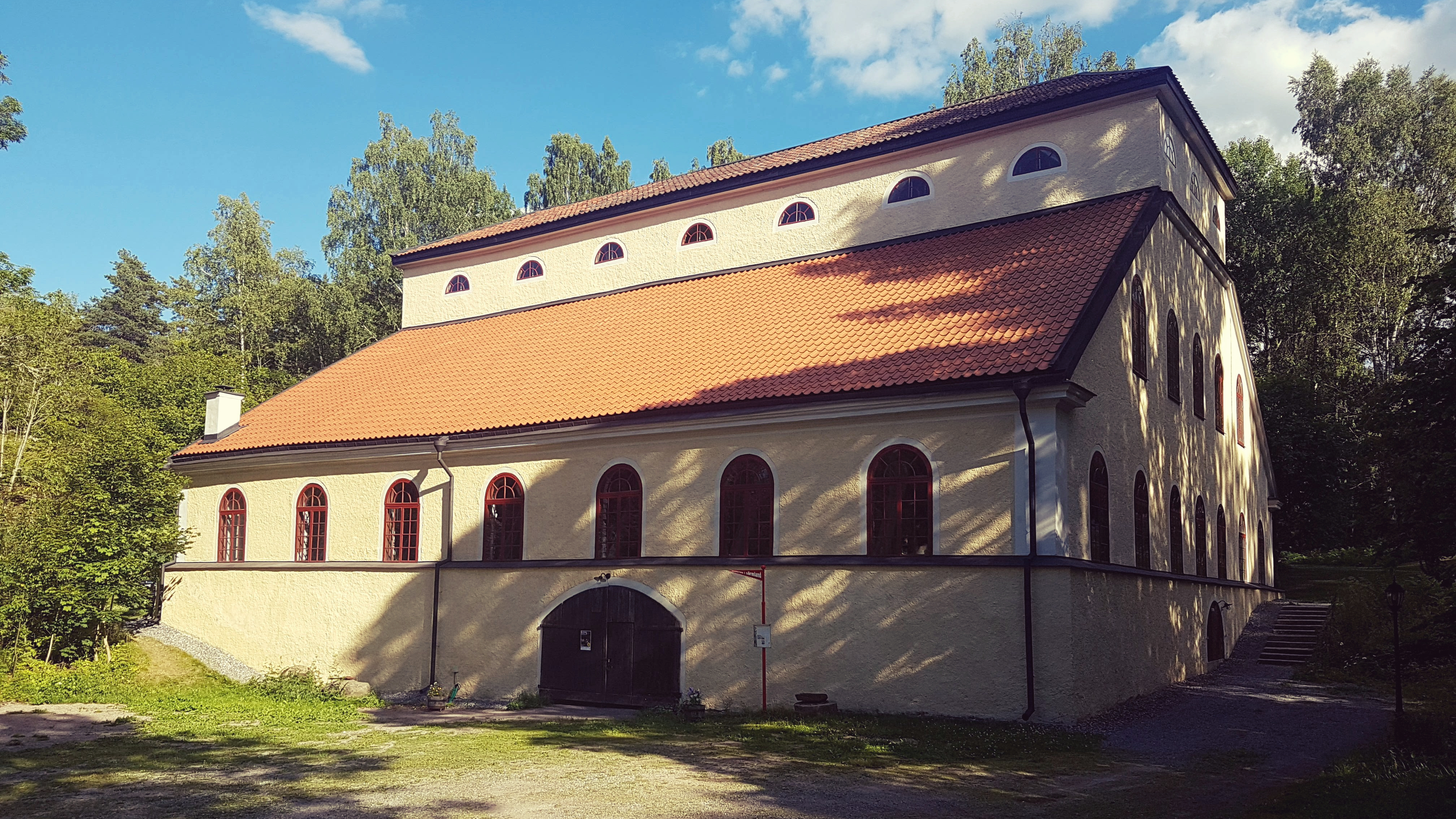
Masugnsbyggnaden, fasad mot nordväst, juli 2017.

Björndammens masugn med  Björndammens bruksområde ligger vid Vårsjön i Dunkers socken, Flens kommun. Nuvarande masugnen med sin ovanliga omslutande byggnad uppfördes år 1856. Driften upphörde 1880. Björndammen är ett av besöksmålen för ekomuseet Åkers bergslag.

## Första hyttan

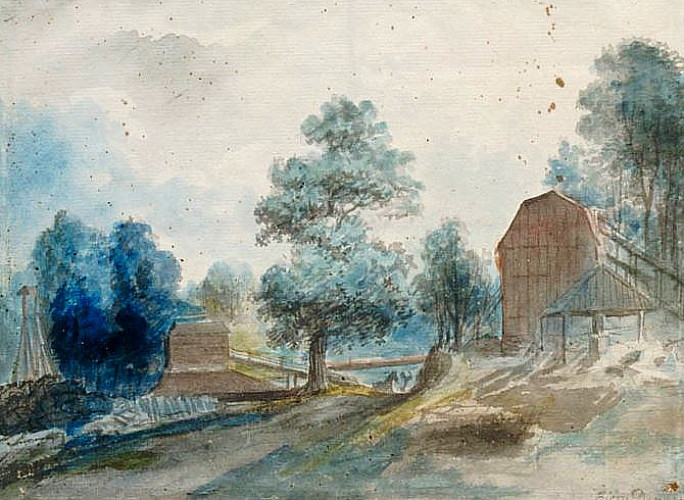
Martins akvarell, 1780.

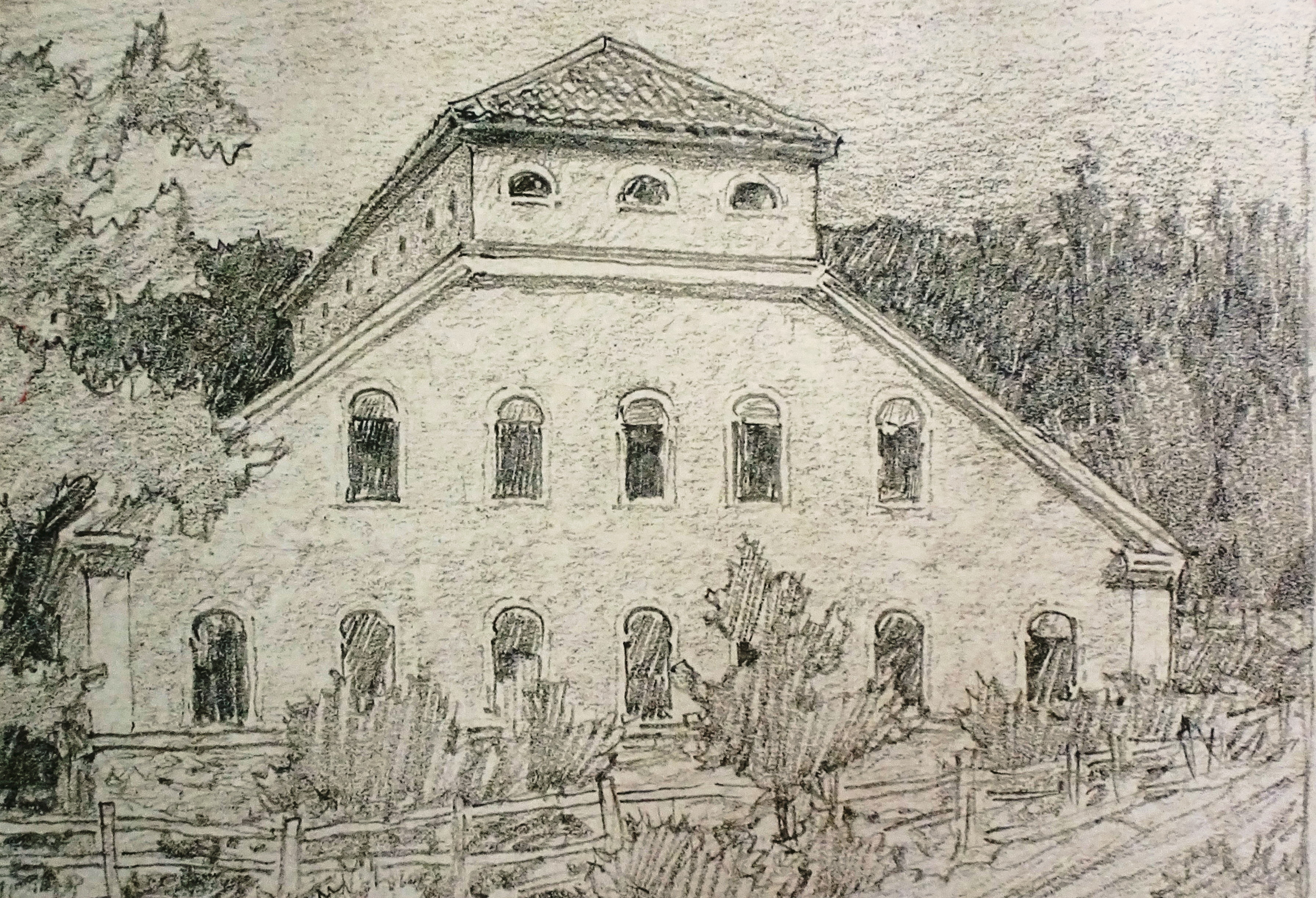
Bobergs kolteckning, 1916.

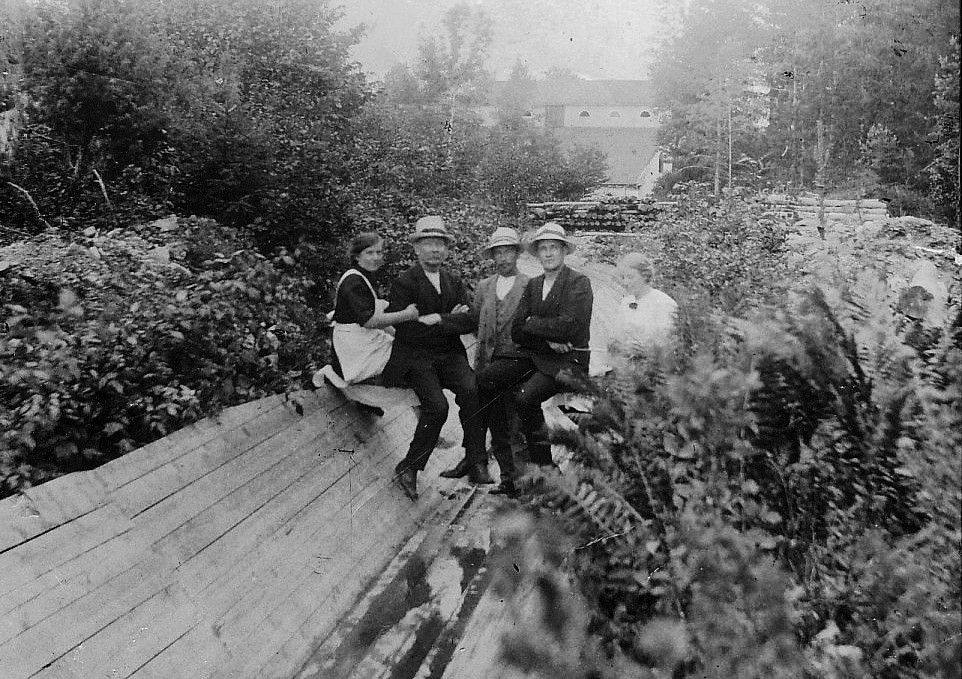
Flottningsrännan.

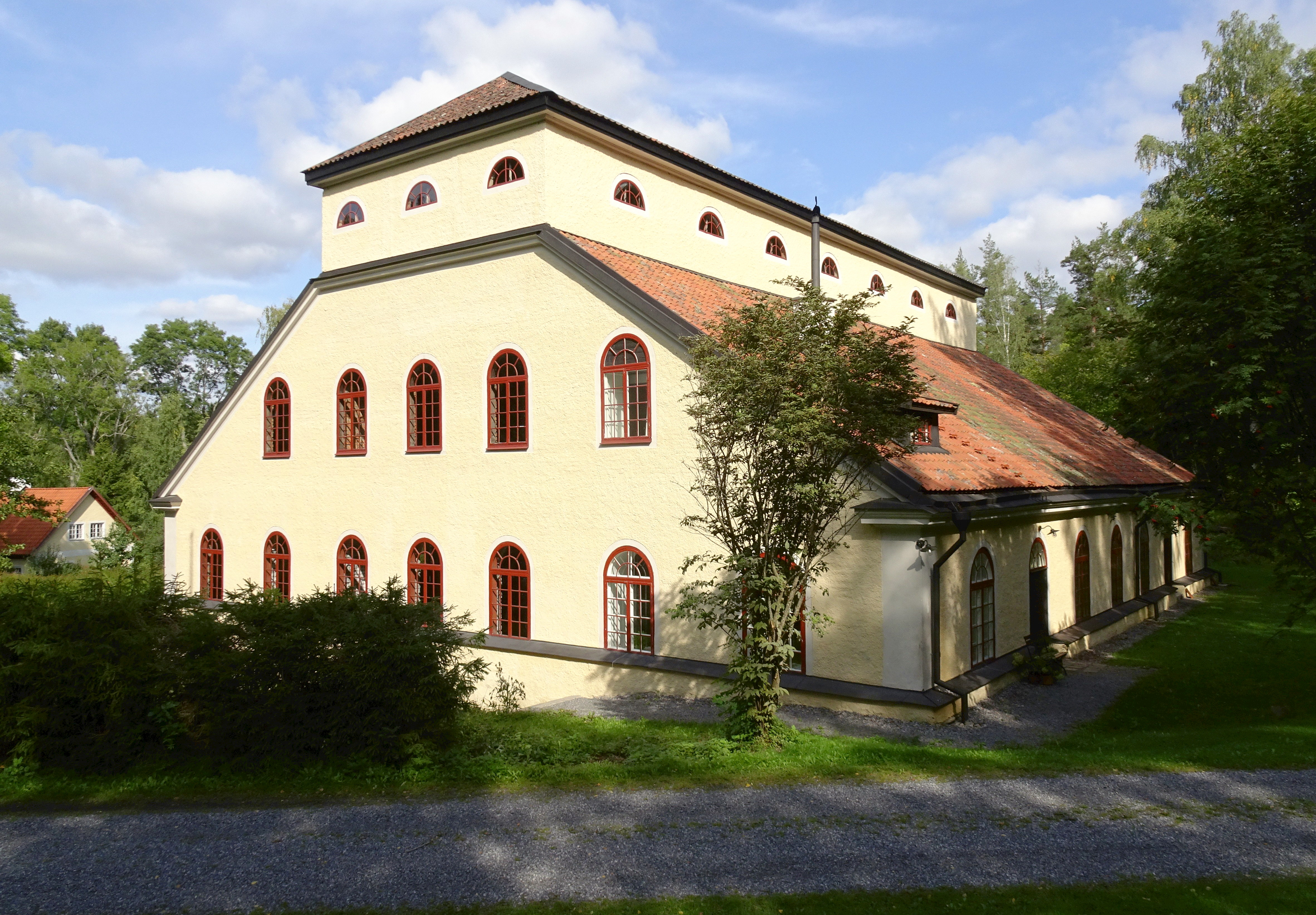
Masugnsbyggnad, 2017.

Vid utloppet av sjön Ältaren till Vårsjön fanns ett vattenfall vars energi kunde ge den nödvändiga kraften för att driva en masugns blåsbälg för blästerluften som behövdes för att öka temperaturen i ugnen. Här anlades den första masugnen år 1637 som var av typ mulltimmerhytta. Privilegium hade utställts den 26 januari 1637 för Hans von Förden, handelsman i Södertälje, och hans partner, rådmannen Anders Henriksson från Stockholm. Under Georg von Emmersen (död 1641) utökades verksamheten, troligen med ekonomisk hjälp av Louis De Geer. Bland annat arrenderade von Emmersen 1640 masugnen och stångjärnshammaren vid Öllösa bruk i Gryts socken där Herrman Tersmeden var platschef.
Malmen till Björndammen kom från bland annat Starrsätters gruvor och Knaperhälls gruvor. Den färdiga produkten levererades i form av tackjärn till hammarsmedjorna i Nykvarn och Stålboga där de utsmides till stångjärn. Efter Georg von Emmersen tillträdde olika ägare i snabb takt. Bland dem fanns Nicolas (Nils) Erdtman, adlad Schönberg, som 1681 övertog verksamheten och satte igång en välbehövlig upprustning, särskild av masugnen. 1702 togs masugnen ur drift och ett tjugotal år låg Björndammen nere. Anledning var brist på träkol på grund av att skogen började ta slut. 1728 avled Schönberg då hade driften under dottern Christina och hennes make, hovrättsrådet Lars Carpelan, kommit igång igen. Anläggningen och dess byggnader illustrerades på 1780-talet i flera akvareller av Elias Martin.

## Nuvarande masugnen
En ny masugn byggdes år 1800 på initiativ av friherren och brukspatronen  Knut Kurck, även kallad den ”revolutionäre baronen”. Han förvärvade Björndammen 1792 och lät även uppföra inspektorsbostaden norr om masugnsbyggnaden. Vattentillgången från Vårsjön och Ältaren var dock opålitlig varför man installerade 1855 en ångmaskinsdriven blåsmaskin. Både masugn och blåsmaskin var dock för klent dimensionerade och 1856 påbörjade man bygget med en större, pampigare anläggning. Då tillkom dagens byggnad. 
Huset som omsluter masugnen har ett ovanligt utseende, den liknar en basilika med tre skepp. Masugnspipan flankeras av två pelarrader i toskansk stil, med fyra kolonner i varje som bär upp taket.  Investeringen resulterade i en ökad produktion. Glanstiden för Björndammens bruk var under fransk-tyska kriget 1870-71. Då gick Björndammens järn, som hade internationellt gott rykte, även på export. Därefter minskade produktionen dramatiskt för att upphöra helt 1880, främst på grund av att malmen vid Starrsätters gruvor tog slut.

## Efter masugnstiden
År 1910 förvärvades masugnen och byggnader samt de stora skogarna i omgivningen av Holmens bruk. Björndammen blev ett centrum för företagets skogshantering. Man lät även anlägga en sex kilometer lång flottningsränna. I närheten uppfördes ett stort sågverk och därifrån transporterades virket till Stålbogas järnvägsstation. Sedan sågen lades ner omkring 1940 förde Björndammens masugn en tynande tillvaro.

## Bobergs besök
År 1916 besökte arkitekten Ferdinand Boberg platsen på sin resa genom Sverige sedan han övergivet arkitektyrket. Vid sin sida hade han hustrun Anna. De reste runt i hela landet i en bil tillverkad av Scania Vabis som de kallade ”Tussirullan”. Resan resulterade i ett dokumentariskt planschverk kallat Svenska bilder från 1900-talets början med över tusen kolteckningar. Bland den finns även illustrationer visande exteriören samt interiören av Björndammens masugnsbyggnad med en arbetare vid masugnens utslagsbröst. Masugnen var då redan nedlagd i 36 år.

## Björndammens masugn idag
År 2013 bildades Föreningen Björndammens Masugn med målet att bevara masugnen, sprida kunskap kring denna, göra den tillgänglig för allmänheten och nyttja den som kulturscen. Sedan år 2014 pågår omfattande renoverings- och restaureringsarbeten och den yttre delen är färdigställd. En gång om året firas Masugnens dag där allmänheten har tillgång till byggnadens inre. De övriga husen inom Björndammens bruksområde är idag privata bostäder.

## Interiörbilder

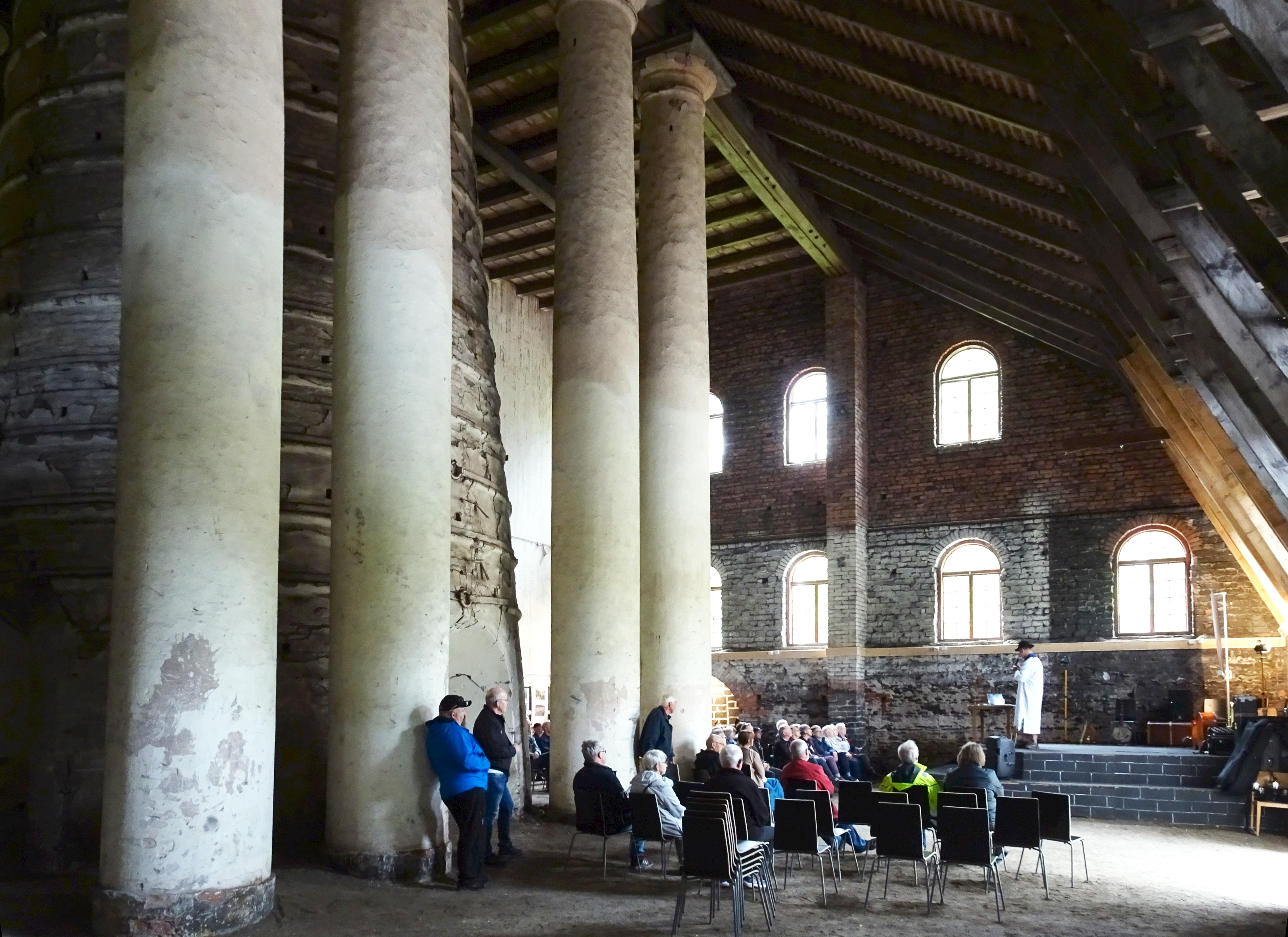
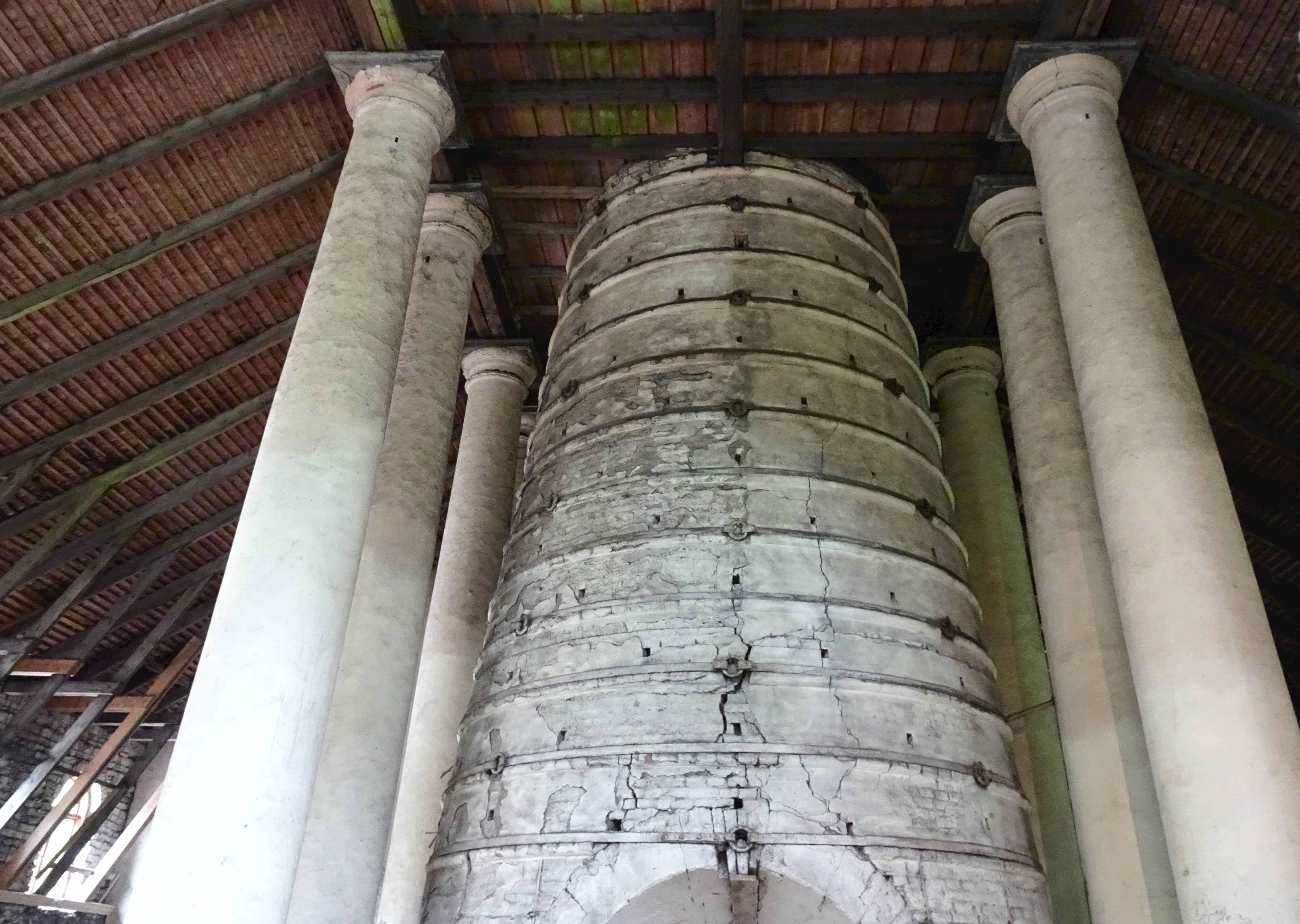
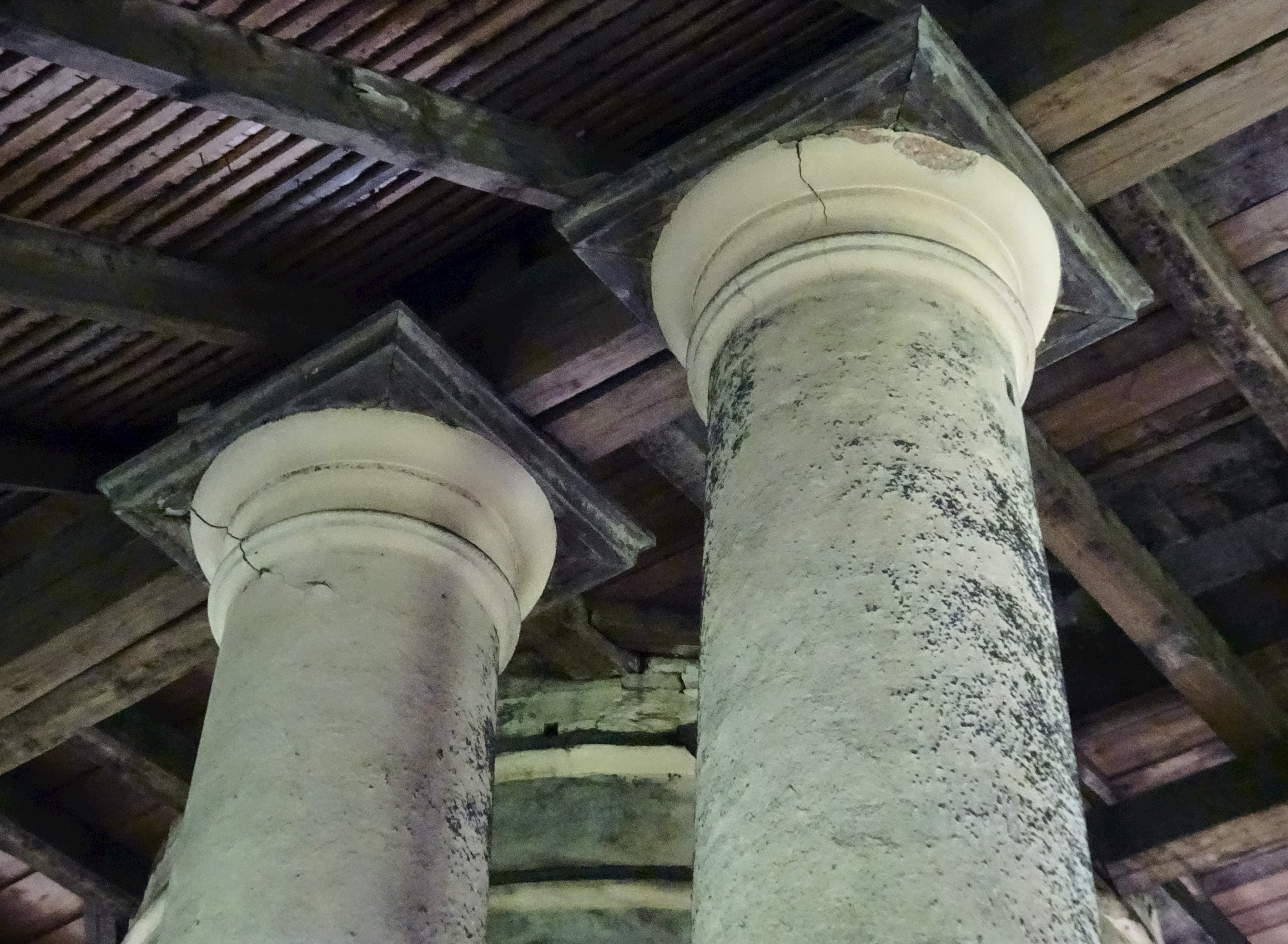
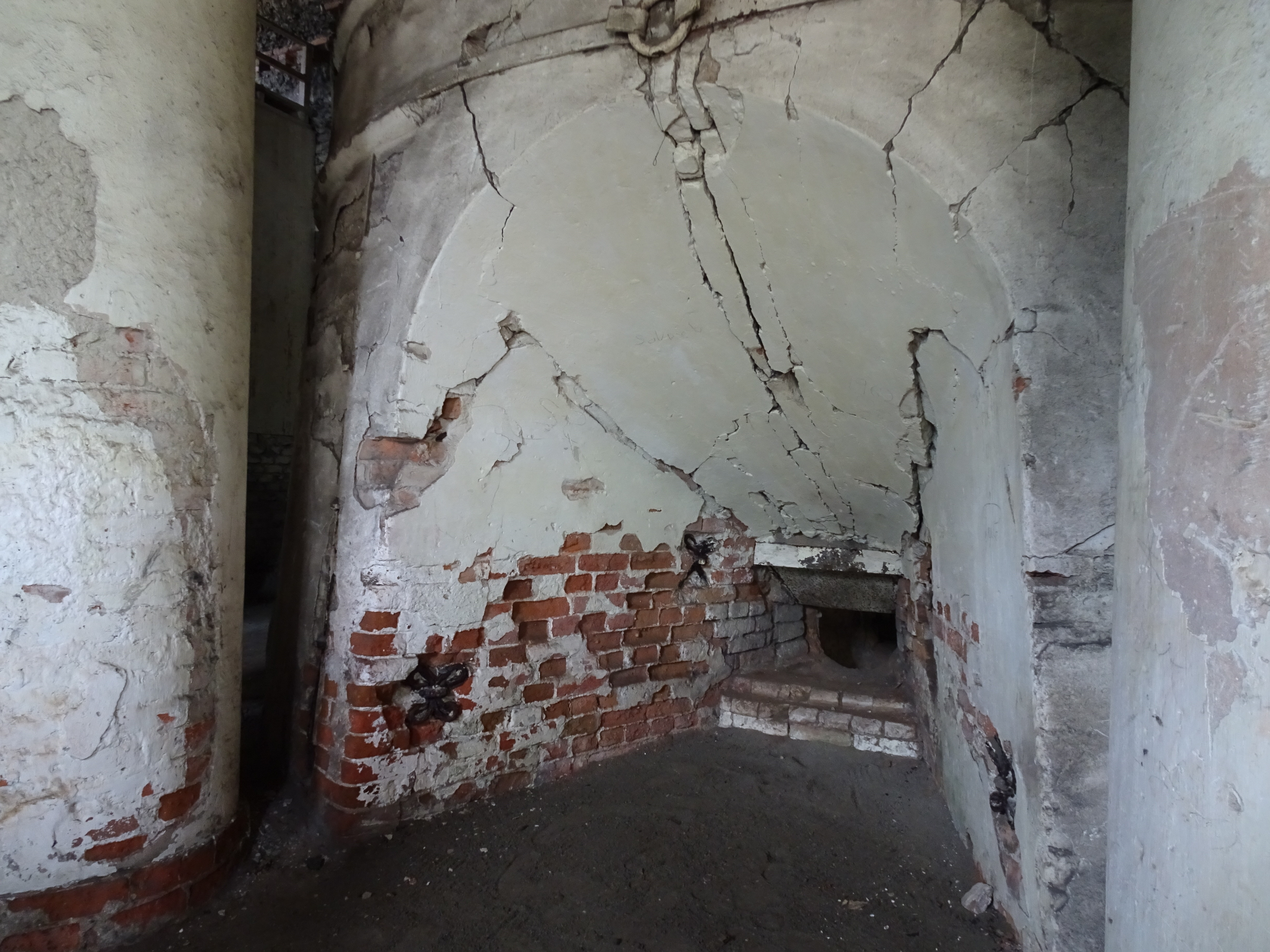
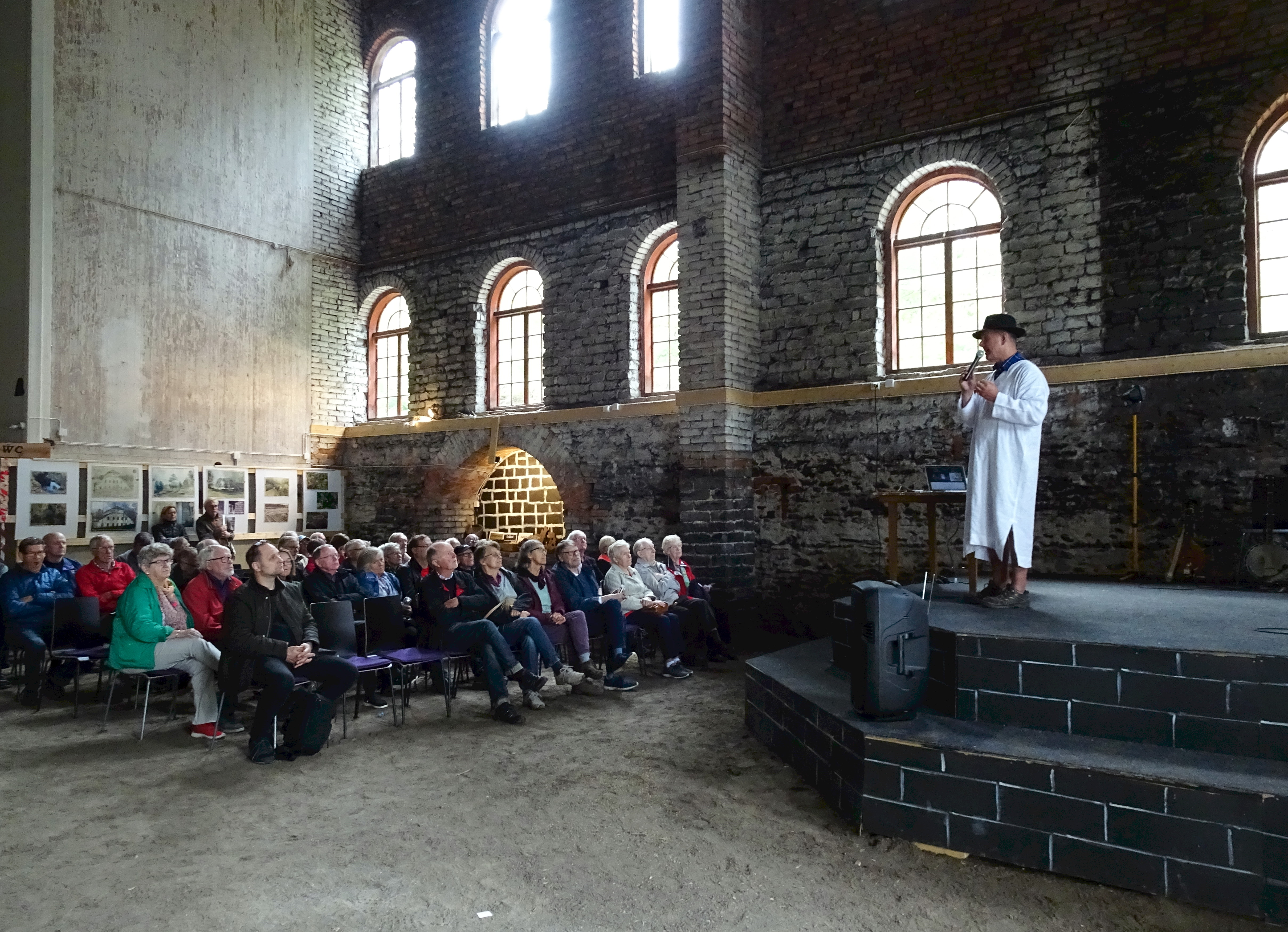